# Бастіон Дорошенка
Бастіо́н Дороше́нка (Тюрма Дорошенка) — фортифікаційна споруда (бастіон), зведена у XVII столітті як один із основних бастіонів Чигиринського замку. Розташований у Чигирині на Богдановій горі. Відновлений у 2007 році. Крізь бійниці споруди видно практично все місто.

## Історія
Бастіон був однією зі складових частин фортечного комплексу на Богдановій горі, котрий був основним опорним пунктом під час чигиринської облоги у 1677—1678 роках. Його збудували за староіталійською фортифікаційною системою, тож він був неприступний за своєю міццю та силою: 15 тисяч козацького війська успішно протистояли у бастіоні 220 тисячам турецького війська.

### Відтворення

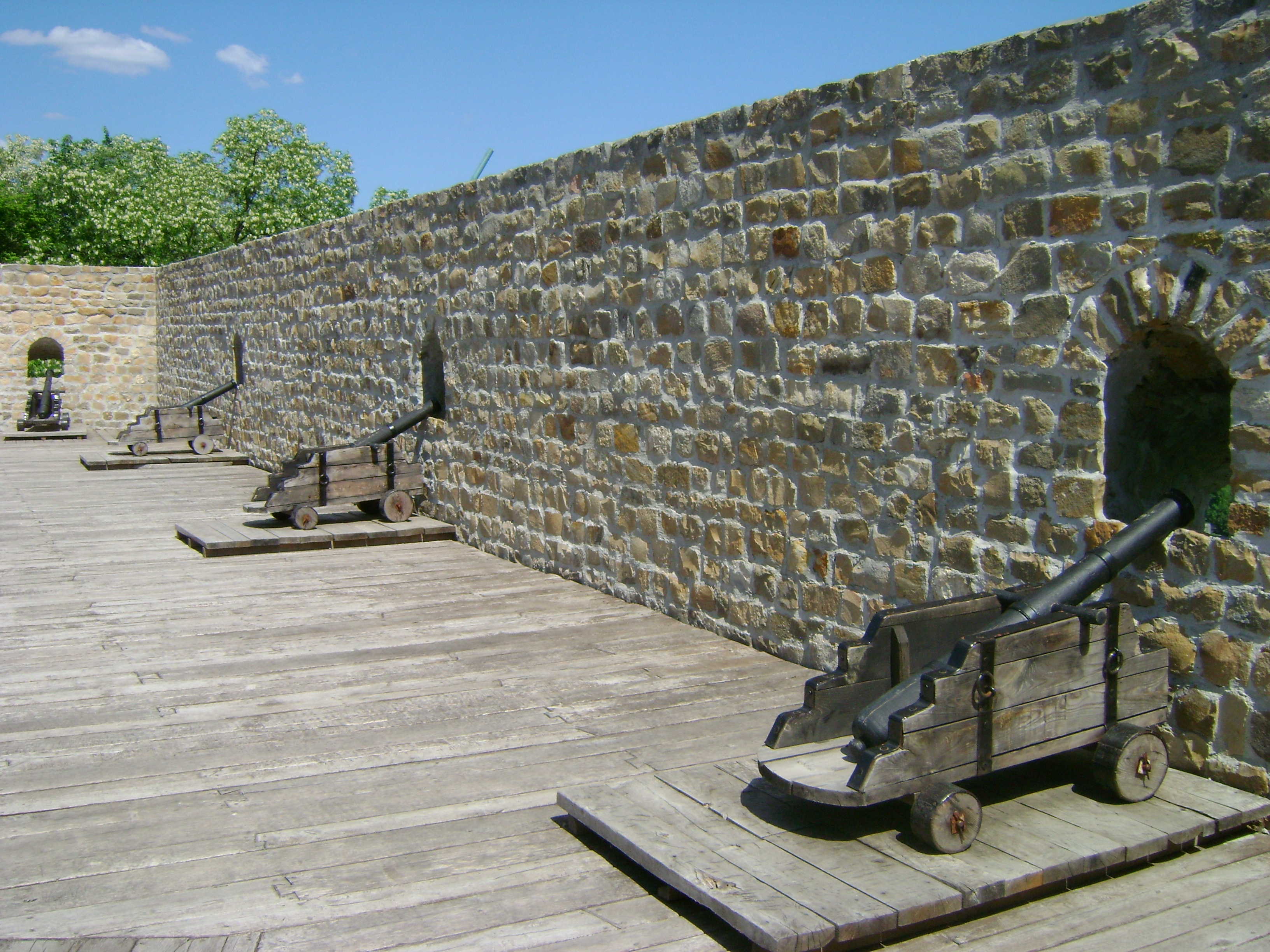
Гармати в бастіоні

У 1989—1990 роках чигиринські науковці разом з групою колег з Інституту археології НАН України провели в Чигирині розкопки. Саме тоді на Богдановій горі й були знайдені залишки бастіону Дорошенка.
Пам'ятку відтворено у первісному вигляді Чигиринським комунальним підприємством «Райагробуд» і черкаським малим підприємством «Мехбуд».

### Знахідки
У 2017 р. в Чигирині знайдено поховання 17 сторіччя з 200 черепів. Припускають, що це були голови захисників Бастіону Дорошенка.